# Credibilità
La credibilità è la qualità, attribuita ad una fonte o a un messaggio, che misura la disponibilità del destinatario ad accettare le affermazioni ricevute. Essa comprende una componente oggettiva ed una soggettiva. Un'informazione, un documento, una statistica, un esperto, etc, saranno giudicati più o meno credibili in base all'idea che il ricevente ha del livello di veridicità e/o di verificabilità della fonte, della persona o dell'istituzione di cui fa parte, e per estensione, del livello generale di fiducia che ripone in essi.

## Definizioni di credibilità
La definizione di credibilità risale alla Retorica di Aristotele (I, 2, 1356a1-20). Aristotele divide i mezzi di persuasione in tre categorie: la credibilità della fonte (Ethos), gli appelli emotivi o motivazionali (Pathos), e la logica utilizzata per sostenere un'affermazione (Logos). Secondo Aristotele, il termine Ethos ha due componenti chiave: affidabilità e competenza. Esse si basano sia su fattori soggettivi, sia su caratteristiche oggettive della fonte o del messaggio (ad esempio, credenziali, certificazione o qualità delle informazioni).

### In ambito legale
(Marco Tullio Cicerone, Pro Fonteio)
La credibilità come termine legale può essere usata sia per descrivere l'attendibilità di un testimone sia della sua testimonianza in un procedimento giudiziario. Per esempio, un testimone non è credibile se ha un interesse anche solo potenziale nella causa. D'altra parte, anche un testimone credibile può non essere in grado di fornire una testimonianza attendibile (cioè una dichiarazione precisa, completa e priva di contraddizioni), per esempio su un evento verificatosi molti anni prima.

### Teoria dei giochi
Nel tentativo di ricondurre la credibilità ad un contesto misurabile, la Teoria dei giochi cerca di verificare e quantificare la credibilità dell'avversario attraverso i tentativi di gioco. In particolare, la credibilità indica la convinzione che gli annunci dell'avversario si realizzeranno effettivamente. Uno dei punti chiave è che "la credibilità deve essere guadagnata".

## Credibilità delle fonti
I mezzi di informazione mettono a disposizione di tutti una grande mole e una grande varietà di informazioni e punti di vista diversi. Tra la loro pubblicazione e la fruizione spesso esiste un filtro non basato sulla veridicità delle informazioni e sulla competenza del relatore, ma sull'attività di giornalisti e motori di ricerca personalizzati non adeguatamente verificati. Le bolle di filtraggio che vengono a crearsi aumentano notevolmente gli errori di conferma, in quanto è possibile trovare esclusivamente fonti che sostengano la propria opinione di partenza.
Questo, nella necessità di valutare la situazione, e prendere decisioni su sistemi anche complessi (per esempio ambiente, clima, biodiversità) aumenta l'importanza di una valutazione della credibilità dell'informazione. Tuttavia, non esiste un metodo universalmente valido, ma solo un gran numero di indicatori.
| indicatore                                | Indicatore di credibilità | Indicatore di una mancanza di credibilità |
| ----------------------------------------- | --- | --- |
| Autore                                    | - L'autore è formato sul campo (ad esempio un medico specializzato nel campo per determinati argomenti medici) - C'è la possibilità di contattare l'autore - Ci sono fonti tecnicamente rilevanti che si riferiscono all'autore nell'argomento dato | - Visione radicale che disprezza altri punti di vista (ad esempio xenofobia) - Visioni esoteriche o religiose (ad esempio guarigione quantistica o reincarnazione) - Ignoranza del metodo scientifico (ad es. teorie e ipotesi confuse) - L'autore è in conflitto di interessi |
| Editore                                   | - L'editore è stato sottoposto a peer review - Dati finanziari pubblici - Un gran numero di articoli tecnici e scientifici - Autocorrezione trasparente con indicazione del motivo e del momento del cambiamento                                    | - L'editore è soggetto a censura statale o a conflitti di interessi - Orientamento verso un gruppo target non professionale (es. Tabloid) - Offerta di prodotti o pubblicità di prodotti, che dovrebbero aiutare con le difficoltà menzionate |
| Formato                                   | - C'è un forum di discussione aperto al pubblico - La fonte è soggetta a peer review. | - C'è un forum bloccato o limitato. - I lettori o altre fonti contraddicono il punto di vista dell'autore con argomentazioni razionali o riferimenti a fonti scientifiche. |
| Riferimenti                               | - È possibile determinare la fonte originale - La fonte originale conferma il contenuto dell'articolo. | - La fonte contraddice l'articolo o copre un argomento diverso. |
| Riproducibilità                           | - Ci sono altre fonti sull'argomento che fanno la stessa affermazione e giungono alla stessa conclusione. - Ci sono altri studi scientifici e meta-studi che confermano uno studio.                                                                 | - Studi che fanno la stessa affermazione sono stati ritirati - Esistono fonti contrastanti con conclusioni diverse sulle stesse ipotesi. |
| Attualità                                 | - Le informazioni sono aggiornate. | - La premessa dell'informazione è cambiata nel frattempo (ad esempio un testo legale ritirato o rifiutato) - Sono disponibili informazioni più recenti che contraddicono le informazioni fornite in precedenza. |
| False conclusioni e distorsioni cognitive | - Formulazione chiara e inequivocabile. - Formulazione oggettiva. - L'autore cerca di anticipare idee sbagliate comuni - L'opinione del lettore è messa in dubbio per ragioni comprensibili                                                         | - L'articolo mostra errori logici. - Le conclusioni dell'autore possono essere spiegate anche in termini di bias cognitivi - Uso di termini che lasciano spazio all'interpretazione, senza una definizione precisa (ad esempio energia, vibrazione, fluido) - Teorie cospirazioniste - Formulazione emotiva - L'opinione del lettore è confermata senza una catena finale perfettamente comprensibile. - Uso della retorica |